# Ampfield
Ampfield – wieś w Anglii, w hrabstwie Hampshire, w dystrykcie Test Valley. Leży 7 km na południowy zachód od miasta Winchester i 106 km na południowy zachód od Londynu. W 2001 miejscowość liczyła 1474 mieszkańców.